# شهرستان حله
شهرستان حله (به عربی: قضاء الحلة) یک شهرستان در عراق است که در استان بابل واقع شده‌است. شهر حله مرکز این شهرستان به شمار می‌رود.

## شهرها
- حله
- Al Sahlan